# Časovni roman
Časovni roman je vrsta daljše pripovedne proze, kjer je v ospredju slika časa. V nasprotju z zgodovinskim romanom nima jasne kronološke linije dogajanja. Nedavne dogodke, v glavnem politične in kulturne narave, predstavlja mozaično, montažno, v dialogni obliki, v več pramenih, iz različnih perspektiv in praviloma statično. Namesto osrednje osebe postavlja kolektiv, množico oseb, ki vsaka predstavlja svoj tip, značilen za čas. Povrhu so fiktivne osebe rahlo prikriti portreti znanih osebnosti, kar spominja na roman s ključem. Socialno kritična besedila časovnega romana je včasih težko razlikovati od tendenčnega romana. Časovni roman ima tudi svojo trivialno varianto, v nemščini je to npr. Sir John Retcliffe und seine Schule (Berlin: Erich Schmidt Verlag, 1980). Ker govori o zgodovinskih dogodkih sredi dvajsetega stoletja, bi ga danes lahko brali na način zgodovinskega romana, vendar nam literarnozgodovinska vednost — to je dejstvo, da je nastal tik po dogodkih — narekuje uvrstitev med oblike reportažnega romana.

### Zgodovina izraza
Na Slovenskem je bil izraz prvič uporabljen v nemščini (Zeitroman) v Laibacher Zeitung 1882 (št. 78), v slovenščini pa ga je zapisal Evgen Lampe v Domu in svetu 1901, 4. Njegova raba je sicer redka (Božidar Borko, Jutro 1936, št. 181, 4).